# Eleccions legislatives hongareses de 1945
Les eleccions legislatives hongareses de 1945 se celebraren el 4 de novembre de 1945 per a renovar els 409 membres de l'Assemblea Nacional d'Hongria. Foren els primeres eleccions democràtiques després de la Segona Guerra Mundial, i malgrat les pressions de les tropes soviètiques, va guanyar el Partit dels Petits Propietaris i Zoltán Tildy fou nomenat primer ministre d'Hongria. Va dimitir el febrer de 1946, quan fou nomenat president d'Hongria. Durant dos dies el comunista Mátyás Rákosi fou primer ministre. El 4 de febrer, l'agrari Ferenc Nagy fou nomenat primer ministre fins a les noves eleccions de 1947. Els comunistes van rebre les carteres d'interior (László Rajk) i viceprimer ministre (Mátyás Rákosi).

## Resultats
|                                 |                                          |           |      |         |        |           |        |
| Partit                          | Partit                                   | Vots      | %    | Escons  | Escons | Escons    | Escons |
| Partit                          | Partit                                   | Vots      | %    | Circum. | Llista | Total     | +/-    |
|                                 | Partit Independent de Petits Propietaris | 2,697,137 | 57.0 | 216     | 29     | 245 / 421 | 121    |
|                                 | Partit Socialdemòcrata d'Hongria         | 823,250   | 17.4 | 60      | 9      | 69 / 421  | 56     |
|                                 | Partit Comunista Hongarès                | 801,986   | 17.0 | 61      | 9      | 70 / 421  | 96     |
|                                 | Partit Nacional Camperol                 | 324,772   | 6.9  | 20      | 3      | 23 / 421  | 19     |
|                                 | Partit Cívic Democràtic                  | 76,393    | 1.6  | 2       | 0      | 2 / 421   | 19     |
|                                 | Partit Radical Hongarès                  | 5,763     | 0.1  | 0       | 0      | 0 / 421   | Nou    |
|                                 | Personalitats escollides pel Parlament   | –         | –    | –       | –      | 12 / 421  | –      |
| Vots nuls/blancs                | Vots nuls/blancs                         | 44,244    | –    | –       | –      | –         | –      |
| Total                           | Total                                    | 4,773,545 | 100  | 359     | 50     | 421       | 77     |
| Votants registrats/participació | Votants registrats/participació          | 5,160,499 | 92.6 | –       | –      | –         | –      |
| Font: Nohlen & Stöver           |                                          |           |      |         |        |           |        |